# 암리차르 열차 추돌 사고
암리차르 열차 추돌 사고(힌디어: 2018 अमृतसर रेलगाड़ी दुर्घटना)는 2018년 10월 19일 18시 45분경(인도 표준시) 인도 펀자브주 암리차르 외곽에서 철도가 군중들을 치고 지나간 사고이다. 군중들은 힌두교의 전통 축제인 나바라트리의 일종인 두세라(Vijayadashami) 축제를 즐기기 위해 모이다가 사고를 당했다. 이 사고로 최소 61명이 사망하고 80명에서 100여명이 넘는 사람이 부상을 입었다.

## 사고
현지 경찰 및 언론에 따르면 군중들은 암리차르 외곽에 있는 조다 파탁 건널목 주변의 선로 위와 인근에 모여 있었다. 두세라 축제 중 라바나 악마의 조상을 태우는 화형식을 구경하던 중 통근열차가 선로 위의 군중들을 치어버렸다. 사고 열차는 잘란드하르 역에서 암리차르 역까지 운행하는 디젤 동력분산식(DMU) 여객 열차였다. 목격자들은 사고 이전에 암리차르-하우라 우편열차가 반대 방향으로 지나갔었다고 증언했으며, 나중에 분기점을 관리하던 직원이 이를 확인했다.
몇몇 목격자들은 열차가 구경하는 관중들 앞에 거의 다 와서도 호각을 불지 않았다고 증언했다. 열차 운전사는 호각을 울리고 비상 브레이크를 걸었다고 주장했으나 군중들이 열차를 향해 돌을 던지며 완전히 정차하지 못했다.
인도 국민회의 소속이자 암리차르 동부 선거구 지역구 국회의원인 나뵤트 카우르 시드후가 이 축제에 귀빈으로 참여하였다. 시드후는 사고 발생 직전 현장을 떠났으나 사고 소식을 듣고 바로 돌아왔다고 말했다. 시드후는 또한 이 축제는 매년 열렸으며 철도국에게 사전에 열차 속력을 조절하라고 수 차례 경고했다고 말했다.

## 사상자
한 정부 관계자는 기자회견에서 사고로 최소 59명이 사망했다고 발표했다. 10월 19일 저녁까지 시신 50구를 수습하였으며 최소 50명이 입원하였고 다음 날인 20일 아침엔 9구의 시신을 추가로 더 수습했다. 열차와 부딪칠 때의 충격으로 많은 시신들이 조각나 훼손되어 시신 확인 절차가 지연되었다. 21일까지 사망자는 61명인 것으로 확인되었다.
현지 관계자는 피해자 대부분이 우타르프라데시 주와 비하르 주 출신 이주노동자 및 그의 가족들이라고 밝혔다. 펀자브 주 수상인 아마린더 싱은 10월 20일 현지 병원을 시찰하여 생존자 가족 및 희생자 유족들을 만났다.
신원이 확인된 사망자 중 대부분은 암리차르의 시탈라 마타 사원에서 화장되었으며 나머지 시신 4구는 사망자의 고향으로 돌려보내졌다. 지역 언론에선 사고 발생 후 군중 일부가 희생자와 생존자의 귀중품을 절도해 달아났다는 보도들이 있었다. 또한 희생자 가족들은 시신만 돌려받고 그들의 물품들은 받지 못했다고 말했다.

## 반응
펀자브주 수상 아마린더 싱은 희생자 가족들에게 인당 ₹5 Lakh(미화 7,000달러)의 위로금을 지급하고 부상자들에게 무료로 치료해줄 것이라고 말했다. 사고 직후 철도국에서는 보상에 대한 반응은 없었다. 인도 중앙정부는 사망자 가족들에게 인당 ₹2 lakh(미화 2,800달러)를, 부상자들에게 ₹50,000(미화 700달러)를 위로금으로 지급한다고 발표했다. 펀자브주 정부에선 희생자들을 기리기 위한 애도의 날로 선포하고 신흐는 사고 원인 조사를 시작하라고 명령했다.
인도의 총리인 나렌드라 모디와 인도의 대통령인 람 나트 코빈드는 사망자의 가족들에게 조의를 표하고 부상을 입은 사람들이 하루빨리 회복되길 기원한다고 말했다.

## 같이 보기
- 철도 사고 목록
- 인도의 철도 사고 목록